# 拉拉讷阿尔凯
拉拉讷阿尔凯（法語：Lalanne-Arqué，法語發音：[lalan aʁke]）是法国热尔省的一个市镇，属于米朗德区。

## 地理
拉拉讷阿尔凯（43°19'44"N, 0°38'32"E）面积11.15 平方千米，位于法国奧克西塔尼大區热尔省，该省份为法国西南部内陆省份，北起顺时针与洛特-加龙省、塔恩-加龙省、上加龙省、上比利牛斯省、大西洋比利牛斯省和朗德省接壤。
与拉拉讷阿尔凯接壤的市镇（或旧市镇、城区）包括：热斯河畔布洛涅、马南蒙塔内、蒙达斯塔拉克、佩吉扬。

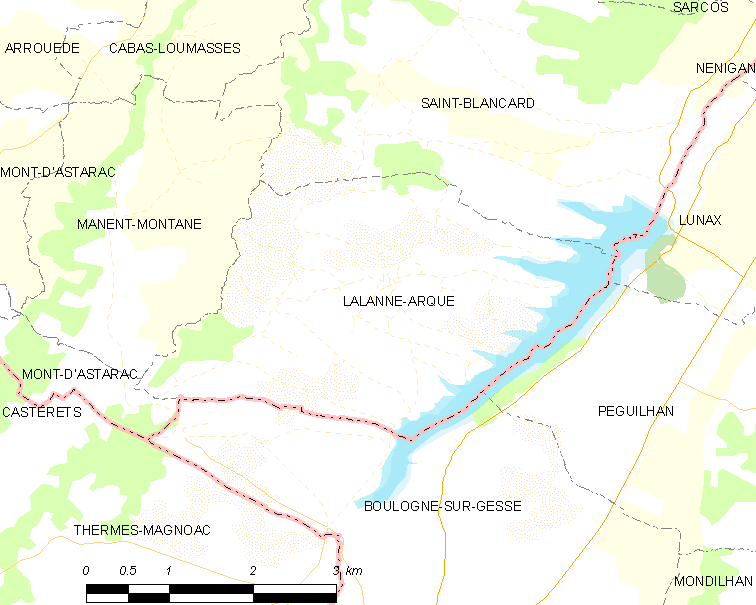
拉拉讷阿尔凯的OSM定位图

拉拉讷阿尔凯的时区为UTC+01:00、UTC+02:00（夏令时）。

## 行政
拉拉讷阿尔凯的邮政编码为32140，INSEE市镇编码为32185。

## 政治
拉拉讷阿尔凯所属的省级选区为阿斯塔拉克-日莫讷县。

## 人口

1962-2008年间拉拉讷阿尔凯人口变化图示

拉拉讷阿尔凯于2022年1月1日时的人口数量为149人。